# Ороно (Мејн)
Ороно (енгл. Orono) насељено је место без административног статуса у америчкој савезној држави Мејн.

## Демографија
По попису из 2010. године број становника је 9.474, што је 1.221 (14,8%) становника више него 2000. године.
| Група             | 2000.         | 2010.         |
| Белци             | 7.643 (92,6%) | 8.772 (92,6%) |
| Афроамериканци    | 121 (1,5%)    | 115 (1,2%)    |
| Азијати           | 212 (2,6%)    | 187 (2,0%)    |
| Хиспаноамериканци | 105 (1,3%)    | 145 (1,5%)    |
| Укупно            | 8.253         | 9.474         |